# Roy Field
Roy Field (19 de agosto de 1932-23 de mayo de 2002) fue un artista de efectos especiales en la industria cinematográfica británico. Trabajó en las primeras siete películas de James Bond antes de unirse al equipo de Superman: la película de 1978. Experimentó con el uso de la animación para representar el vuelo de Superman y también usó técnicas de impresión óptica para representar balas rebotando en su cuerpo. El equipo compartió el premio Óscar a los mejores efectos visuales de 1978 y el premio Michael Balcon de 1978 a la contribución británica sobresaliente al cine. Field recibió dos nominaciones al BAFTA por efectos visuales en las películas de Jim Henson The Dark Crystal (1982) y Labyrinth (1986).

## Primeros trabajos

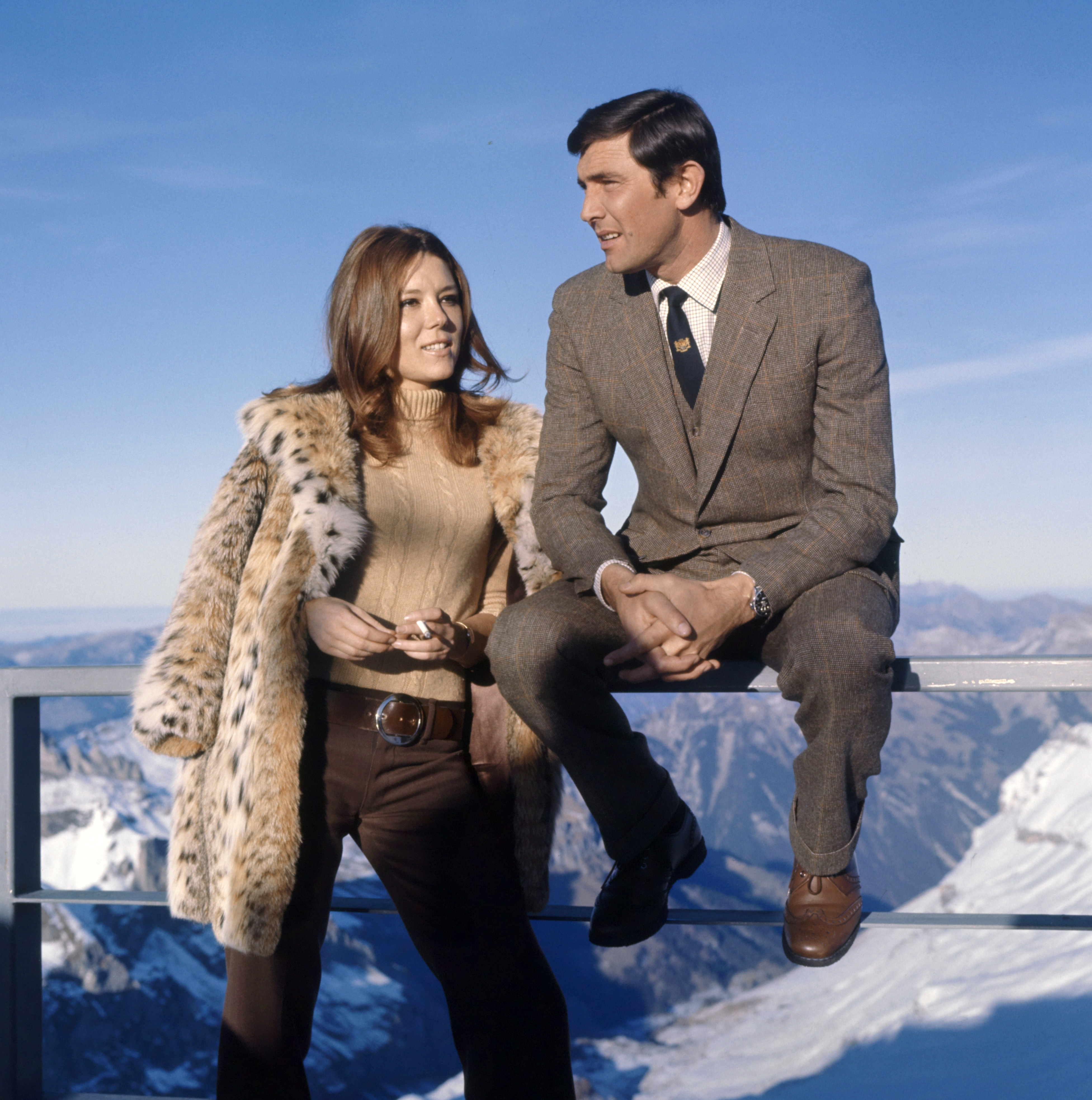
Los actores principales George Lazenby y Diana Rigg en el set de On Her Majesty's Secret Service, una de las películas de James Bond en las que Field participó.

Field nació el 19 de agosto de 1932 y era británico. Como artista de efectos visuales, trabajó en siete sucesivas películas de James Bond para Eon Productions, comenzando con la primera Dr. No (1962) y continuando con From Russia with Love (1963), Goldfinger (1964), Operación Trueno (1965), Sólo se vive dos veces (1967), On Her Majesty's Secret Service (1969) y Diamonds Are Forever (1971). Más tarde regresó para una octava película, The Man with the Golden Gun (1974) (se perdió Vive y deja morir de 1973). Field también trabajó en Those Magnificent Men in their Flying Machines (1965), Chitty Chitty Bang Bang (1968) y La profecía (1976).

## Superman
Field formó parte del equipo de efectos especiales de Superman: la película (1978). El equipo bajo los supervisores Les Bowie y Derek Meddings incluía a Colin Chilvers, Denys Coop y Zoran Perisic. El tamaño del equipo reflejaba la dificultad de representar secuencias de vuelo realistas para el personaje principal. En una etapa, Field probó el uso de la animación para este propósito, pero la rechazó por no ser lo suficientemente fotorrealista. Otra de las contribuciones de Field a la película fue el uso de técnicas de impresión óptica para superponer chispas en el cuerpo de Superman para representar las balas rebotando. Los miembros del equipo de efectos especiales nombrados anteriormente compartieron el Óscar a los mejores efectos visuales de 1978. Bowie murió en enero de 1979 antes de que pudiera recoger su Óscar. Field lo describió como fantásticamente inventivo con «la habilidad de arreglárselas con cuerdas finas cuando otras personas usaban cuerdas gruesas». El equipo también compartió el premio Michael Balcon a la Contribución Británica Sobresaliente al Cine en los Premios BAFTA 1978.

## Películas posteriores
Field también trabajó con el director Jim Henson en The Dark Crystal (1982) y Labyrinth (1986), las cuales recibieron nominaciones al BAFTA por efectos visuales. Recibió el premio inaugural Charles D. Staffell de efectos visuales de la Sociedad Británica de Directores de Fotografía en 2001. El último crédito de Field fue por Mutiny (2002), un episodio de la serie de películas para televisión Hornblower. Murió el 23 de mayo de 2002.

## Premios y nominaciones
Premios Óscar
| Año  | Categoría                            | Película | Resultado |
| ---- | ------------------------------------ | -------- | --------- |
| 1979 | Óscar a los mejores efectos visuales | Superman | Ganador   |